# Operacja Cerberus
Operacja Cerberus, znana w angielskiej literaturze jako Channel Dash („rajd przez Kanał”) – operacja przedarcia się niemieckich pancerników przez kanał La Manche, podczas II wojny światowej, przeprowadzona w dniach 11–13 lutego 1942 roku.

## Podłoże
W 1941 roku niemieckie pancerniki „Scharnhorst” i „Gneisenau” i ciężki krążownik „Prinz Eugen” operowały przeciw alianckiej żegludze na Atlantyku z portu Brest na zachodnim wybrzeżu Francji, z niewielkimi jednak sukcesami. Po przystąpieniu do wojny USA, dysponujących liczną flotą, perspektywa udanych operacji niemieckich okrętów nawodnych na Atlantyku jeszcze zmalała. Co więcej, okręty w Breście stawały się coraz częściej obiektem ataków brytyjskiego lotnictwa. Dlatego Niemcy postanowili przenieść te okręty do baz w północnej Norwegii, skąd mogłyby atakować konwoje arktyczne do ZSRR. Nie zdecydowano się na podróż dłuższą, bezpieczniejszą drogą przez Cieśninę Duńską pomiędzy Islandią a Grenlandią, omijającą daleko od północy Wyspy Brytyjskie, z uwagi na niedoszkolone załogi pochodzące z nowych uzupełnień i konieczność uzupełniania paliwa w trakcie rejsu, utrudnioną przez utratę wielu okrętów zaopatrzeniowych. Droga ta ponadto była bezpieczniejsza tylko w teorii, gdyż z uwagi na jej długość, zwiększało się niebezpieczeństwo wyśledzenia i przechwycenia okrętów przez brytyjskie lotnictwo i ciężkie okręty, jak stało się z pancernikiem „Bismarck” pokonującym tę drogę w odwrotnym kierunku w czerwcu 1941. Dlatego niemiecka marynarka opracowała śmiały plan przejścia okrętów najkrótszą drogą, przez kanał La Manche, pod bokiem brytyjskiej marynarki i lotnictwa z baz w Wielkiej Brytanii.
12 stycznia 1942 na konferencji w kwaterze Hitlera zapadła decyzja o przeprowadzeniu operacji, nazwanej Cerberus (Cerber). Przygotowania do niej były szeroko zakrojone i otoczone tajemnicą. Prowadzono na miejscu akcję dezinformacyjną, że celem kolejnego rejsu będzie południowy Atlantyk. Na początku lutego lekkie siły niemieckie w postaci 5 flotylli trałowców i 3 flotylli kutrów trałowych, nocami trałowały miny w kanale i na Morzu Północnym. Przerzucono też tam z Kilonii flotyllę niszczycieli, przy tym, podczas tej operacji, 25 stycznia 1942 niszczyciel „Bruno Heinemann” zatonął na minie.

## Przebieg akcji

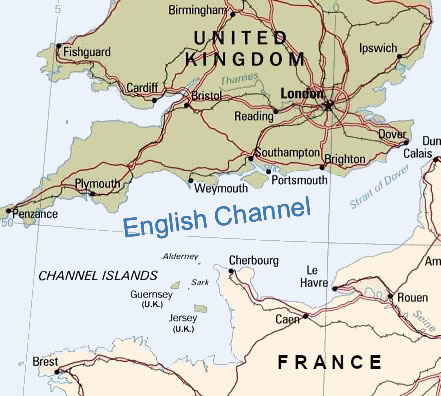
Główny odcinek trasy – kanał La Manche (Angielski)

11 lutego 1942 roku ok. godz. 23 „Scharnhorst”, „Gneisenau” i „Prinz Eugen” wyszły z Brestu i po północy weszły do kanału. Zespołem dowodził wiceadmirał Otto Ciliax na „Scharnhorście”. Bezpośrednią eskortę stanowiło 5 niszczycieli: Z-29 (okręt flagowy dowódcy niszczycieli kadm. Beya), Z-25, „Richard Beitzen” (okręt flagowy dowódcy 6. Flotylli Niszczycieli kmdr. Bergera), „Hermann Schoemann” i „Friedrich Ihn”. Do osłony okrętów z powietrza przeznaczono 252 myśliwce Luftwaffe 3. Floty Lotniczej (głównie dywizjonów JG.2, JG.26, JG.1), przy tym okręty miały na pokładach zapewnionych przez generała Adolfa Gallanda oficerów łącznikowych naprowadzania lotnictwa. O 6.30 12 lutego zespół minął Cherbourg. Po drodze do eskorty dołączyły: 2. Flotylla Torpedowców z Hawru (T 2, T 4, T 5, T 11, T 12), 3. Flotylla Torpedowców z Dunkierki (T 13, T 15, T 16, T 17) i na wysokości przylądka Gris Nez 5. Flotylla Torpedowców („Seeadler”, „Falke”, „Kondor”, „Iltis”, „Jaguar”).
Nad kanałem Brytyjczycy posiadali w tym czasie dostępną jedynie flotyllę 6 niszczycieli oraz dwie flotylle kutrów torpedowych. Operacja zaskoczyła Brytyjczyków, którzy byli przede wszystkim przygotowani na przejście pancerników Cieśniną Duńską. Liczyli się wprawdzie z ewentualnością przedarcia Niemców kanałem La Manche, lecz przypuszczali, że będą oni chcieli wypłynąć z Brestu w dzień, aby minąć najwęższy punkt – cieśninę Dover, z brytyjskimi bateriami nadbrzeżnymi, w nocy. Niemcy jednak wypłynęli w nocy, stawiając na pierwszym miejscu uniknięcie wykrycia. Zgodnie z planem, okrętom niemieckim udało się przez dłuższy czas uniknąć wykrycia przez brytyjskie lotnictwo. Zostały odkryte dopiero przypadkowo przez dwóch pilotów myśliwców, lecz ponieważ nie szukali oni okrętów, przekazanie tej informacji zajęło nieco czasu.
O 12.29 niemiecki zespół wszedł w zasięg rażenia brytyjskich baterii nadbrzeżnych z South Foreland koło Dover, które wystrzeliły 33 pociski według wskazań radaru, lecz niecelnie. Niemcy byli też nieskutecznie atakowani przez 8 kutrów torpedowych z Dover i Ramsgate. Ok. 13 niemiecki zespół minął klify Dover. Dopiero o 13.34 okręty zostały zaatakowane przez 6 brytyjskich samolotów torpedowych Fairey Swordfish z 825. Dywizjonu w osłonie myśliwców, lecz wszystkie Swordfishe zostały zestrzelone. O 14.45 zespół został zaatakowany przez 5 myśliwco-bombowców Whirlwind, które jednak zostały odparte. Przez następne godziny ataki lotnicze powtarzały się ze zwiększoną intensywnością, lecz niewielką skutecznością.
O godz. 15.31 „Scharnhorst” został uszkodzony bliskim wybuchem postawionej parę dni wcześniej miny magnetycznej i musiał zastopować. Okręt nabrał ok. 1220 t wody. Wiceadm. Ciliax przeniósł się ze sztabem na niszczyciel Z-29, po czym „Gneisenau” i „Prinz Eugen” w eskorcie 2 niszczycieli popłynęły dalej. Po kilkunastu minutach sytuację opanowano i „Scharnhorst” podążył za zespołem, wciąż będąc w stanie rozwijać dużą prędkość 27 węzłów.
O 16.17 niemiecki zespół został zaatakowany przez pośpiesznie zorganizowany dywizjon 5 brytyjskich starych niszczycieli z Harwich, próbujących ataku torpedowego z odległości 2–4 km, lecz bezskutecznie (były to HMS „Campbell”, „Vivacious”, „Worcester”, „Whitshed”, „Mackay”). „Gneisenau” i „Prinz Eugen” w odpowiedzi ciężko uszkodziły niszczyciel HMS „Worcester”. W tym czasie zespół niemiecki był też bezskutecznie atakowany przez grupę bombowców Hudson i Beaufort. Po zapadnięciu ciemności stał się też obiektem nalotu średnich bombowców Wellington, również nie przynoszącego skutków. Łącznie w atakach wzięły udział 242 brytyjskie bombowce lotnictwa bombowego (RAF Bomber Command), z których jedynie 39 zdołało odnaleźć niemiecki zespół, oraz 35 samolotów bombowych i patrolowych Hudson i Beaufort lotnictwa obrony wybrzeża (RAF Coastal Command). Ponadto do atakowania okrętów z broni strzeleckiej rzucono aż 398 myśliwców, głównie Spitfire i Hurricane. Łącznie w akcji przeciw zespołowi niemieckiemu wzięło udział 675 samolotów RAF, które jednak zdołały tylko zadać lekkie uszkodzenia niszczycielom eskorty „Richard Beitzen” i „Hermann Schoemann”, na skutek bliskich wybuchów bomb i ostrzału. Lekko uszkodzono też torpedowce T 13 i „Jaguar”, zatopiono jedynie patrolowiec (Vorpostenboot) V 1302. Spora liczba samolotów brytyjskich została zestrzelona przez osłonę Luftwaffe i obronę przeciwlotniczą.
O godz. 19.55 na wysokości Terschelling w Holandii „Gneisenau” został uszkodzony przez bliski wybuch miny magnetycznej, która wybuchła w rufowej części, zachował jednak zdolność do płynięcia z mniejszą szybkością i o 3.50 dotarł do Helgolandu.
O godz. 22.34 „Scharnhorst” został uszkodzony przez kolejny bliski wybuch miny magnetycznej, lecz po pół godzinie odzyskał możliwość ruchu z mniejszą prędkością. Rano 13 lutego był na wodach niemieckich, po czym dotarł do Wilhelmshaven. „Gneisenau”, „Scharnhorst” i „Prinz Eugen” następnie zostały przebazowane do Kilonii.
Podczas operacji niszczyciel Z-29 został uszkodzony przez wybuch własnego pocisku w lufie.

## Podsumowanie
Operacja była względnym sukcesem Niemców. Udało im się uzyskać efekt zaskoczenia i na skutek udanego współdziałania marynarki i lotnictwa, bezpośrednio na skutek przeciwdziałania brytyjskiego nie ponieśli praktycznie strat. Jedynie pośrednio w związku z operacją utracili jeden niszczyciel, a „Gneisenau” i „Scharnhorst” odniosły uszkodzenia na minach i skierowano je do remontu w Kilonii. „Scharnhorst” wyremontowano do lipca 1942 i wziął udział w dalszych bojach na północy. Co do „Gneisenau” natomiast, wprawdzie jego uszkodzenia naprawiono do 26 lutego 1942, lecz w nocy na 27 lutego został poważnie uszkodzony w brytyjskim nalocie na Kilonię i mimo planów jego remontu i przezbrojenia, po przeholowaniu do okupowanej Gdyni, nie został wyremontowany do końca wojny. 
Powodzenie akcji Niemcy w dużej mierze zawdzięczali przypadkowi. W momencie wyjścia zespołu w morze jednocześnie zawiódł francuski agent pilnujący okrętów w Breście, brytyjski okręt podwodny stojący u wyjścia z portu wyszedł w morze naładować akumulatory, a samolot Hudson patrolujący rejony portu wrócił do bazy z powodu awarii radaru. Ponadto gdy samoloty brytyjskie wykryły niemiecki zespół, zwlekano z powiadomieniem dowódcy Coastal Command, ponieważ ten w tym czasie odbierał defiladę. Dopiero jednak po wojnie wyszła na jaw główna przyczyna powodzenia operacji. Podczas niej Niemcy dokonali największej w historii akcji zagłuszania pracy radaru. Ponad 200 stacji zakłócających zlokalizowanych na wybrzeżu Francji sprawiło, iż radary brytyjskie nie wykryły zespołu przedzierającego się przez kanał La Manche.